# Tattico
Nello sport della vela, ruolo del pozzetto.
Il tattico è colui che fiuta il vento e le sue variazioni e soprattutto nelle regate di match-race cerca, rispettando le regole di precedenza, di rifilare all'avversario una penalità.